# Подлесный, Вячеслав Сергеевич
Вячеслав Сергеевич Подлесный (21 сентября 1977) — казахстанский стрелок из пистолета, мастер спорта Республики Казахстан международного класса.

## Биография
В 2004 году окончил Алма-атинский институт экономики и статистики.
Обучается в «Школе высшего спортивного мастерства» управления туризма и спорта Павлодарской области, воспитанник тренера высшей категории высшего уровня квалификации — Сергея Вильямовича Дрешера.
Участник и призёр многих республиканских и международных турниров.
Первым из казахстанских спортсменов получил лицензию на Олимпиаду 2012 года в Лондоне. С 565 очками оказался 40-м (из 44 участников) в стрельбе с 10 метров.